# Krokträsket (Överluleå socken, Norrbotten, 732839-175682)
Krokträsket är en sjö i Bodens kommun i Norrbotten och ingår i Luleälvens huvudavrinningsområde. Sjön har en area på 4,77 kvadratkilometer och ligger 63 meter över havet. Sjön avvattnas av vattendraget Krokträskån.

## Delavrinningsområde
Krokträsket ingår i det delavrinningsområde (732647-175598) som SMHI kallar för Utloppet av Krokträsket. Medelhöjden är 108 meter över havet och ytan är 32,76 kvadratkilometer. Det finns inga avrinningsområden uppströms utan avrinningsområdet är högsta punkten. Krokträskån som avvattnar avrinningsområdet har biflödesordning 3, vilket innebär att vattnet flödar genom totalt 3 vattendrag innan det når havet efter 65 kilometer. Avrinningsområdet består mestadels av skog (79 procent). Avrinningsområdet har 4,89 kvadratkilometer vattenytor vilket ger det en sjöprocent på 14,9 procent.